# 四道湾子镇
四道湾子镇，是中华人民共和国内蒙古自治区赤峰市敖汉旗下辖的一个乡镇级行政单位。

## 行政区划
四道湾子镇下辖以下地区：
白斯郎营子村、白庙子村、小河沿村、二道湾子村、四道湾子村、下树林子村、六道湾子村、吴家营子村、卫星营子村、庄头营子村、四德堂村、艮兑营子村、黑土营子村和富民村。